# 基督堂草坪
基督堂草坪（Christ Church Meadow）是英国牛津一个著名的洪水草甸，和著名的步行和野餐地点。大致呈三角形，以泰晤士河、查韦尔河与牛津大学基督堂学院为界。

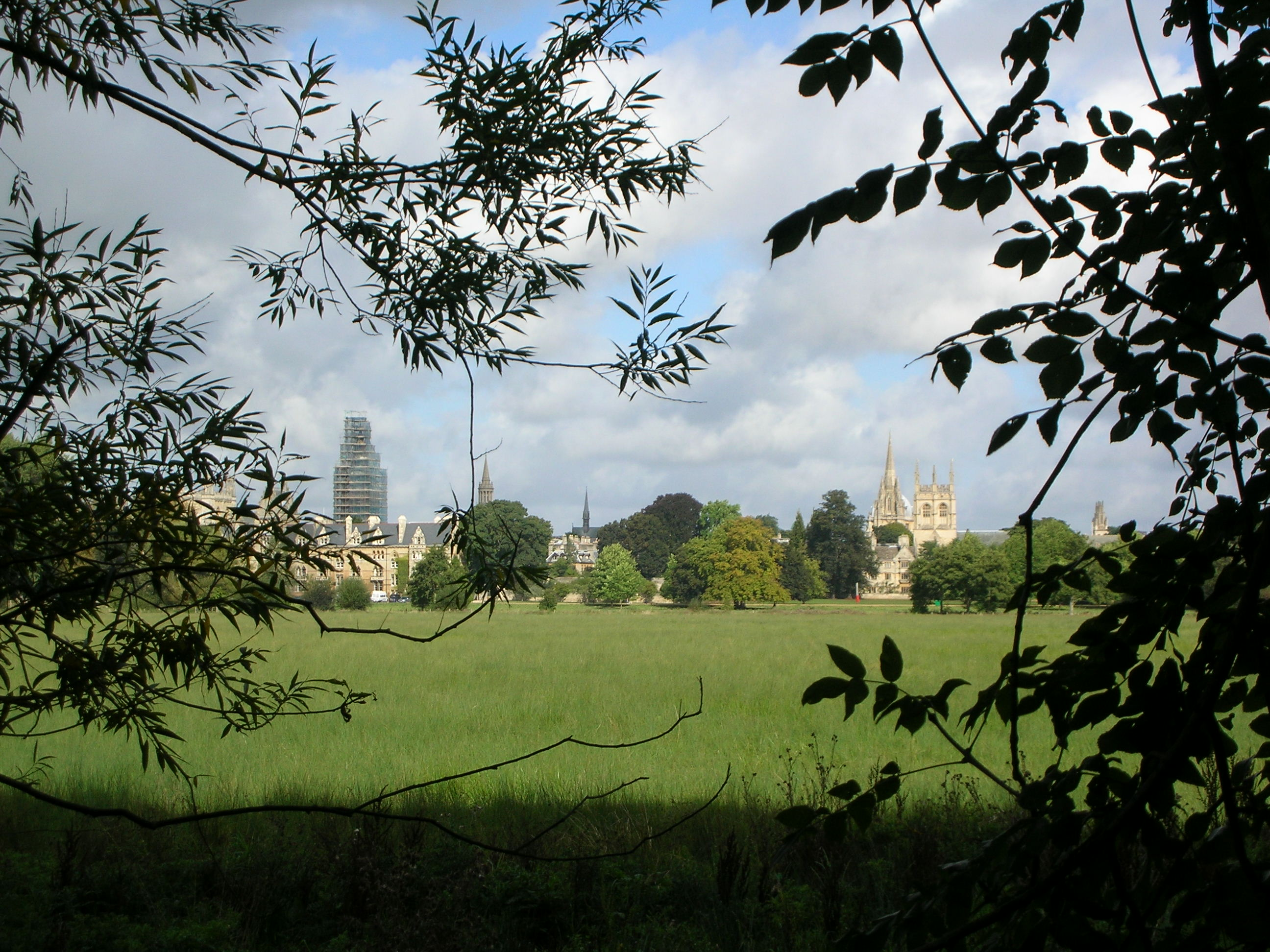

草坪属于牛津大学基督堂学院所有，但是白天允许访问。牛津大学的两个主要的赛艇项目和基督堂帆船赛都在这段泰晤士河上举行。
1784年10月4日，詹姆斯·萨德勒在此乘热气球升空。
战后牛津曾规划修建穿过草坪的公路。该提案因遭强烈反对而被否决。

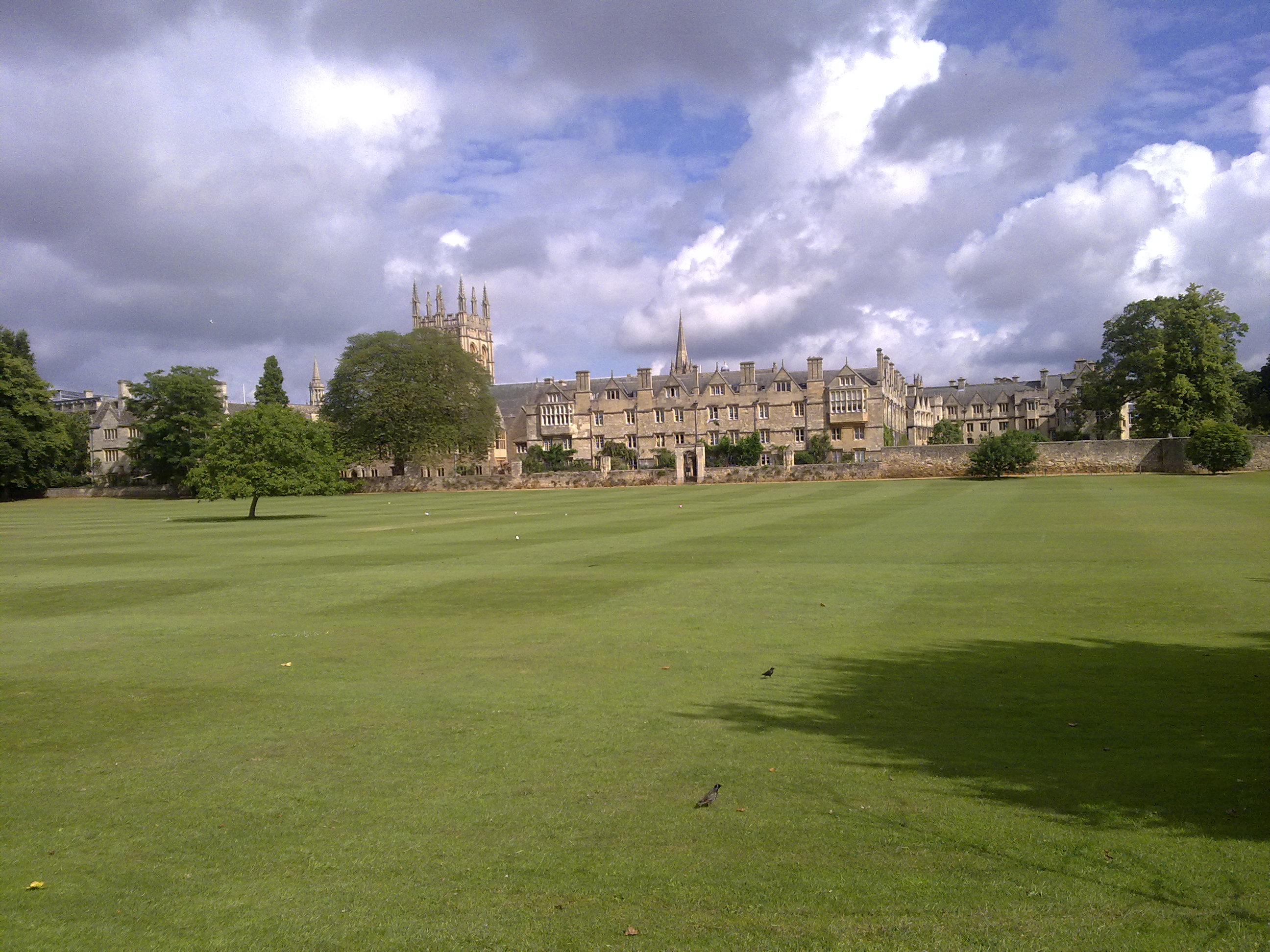
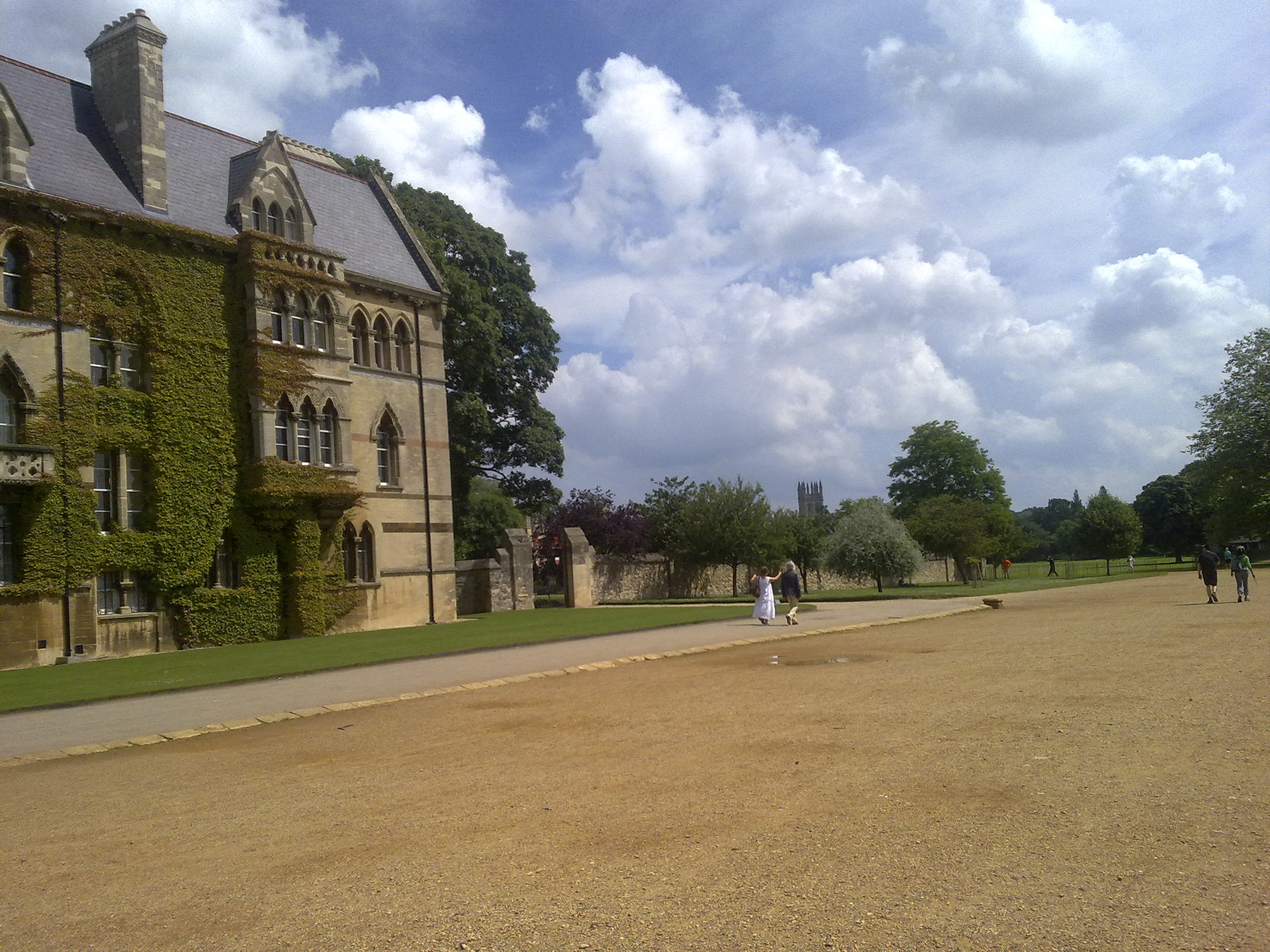
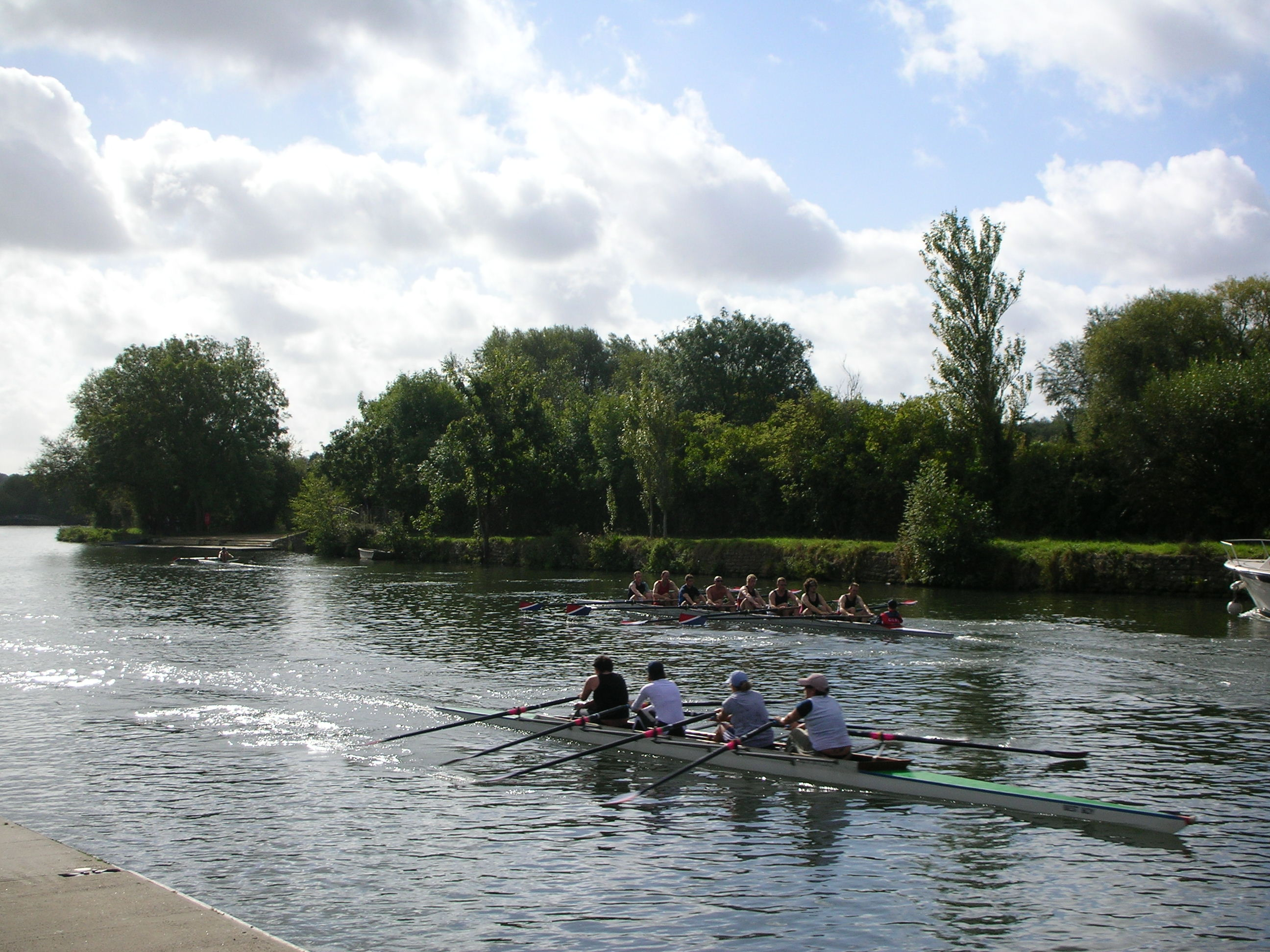
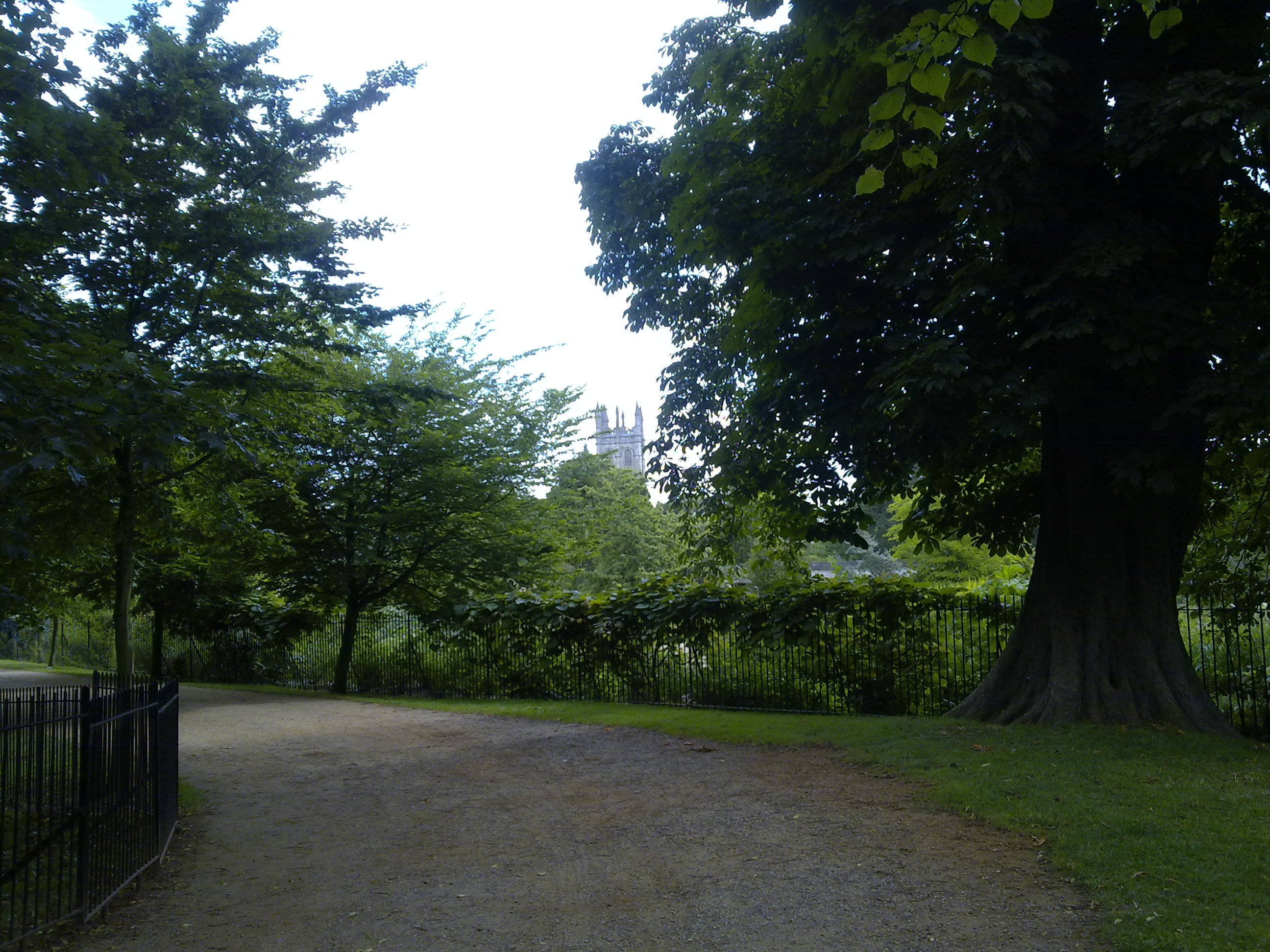
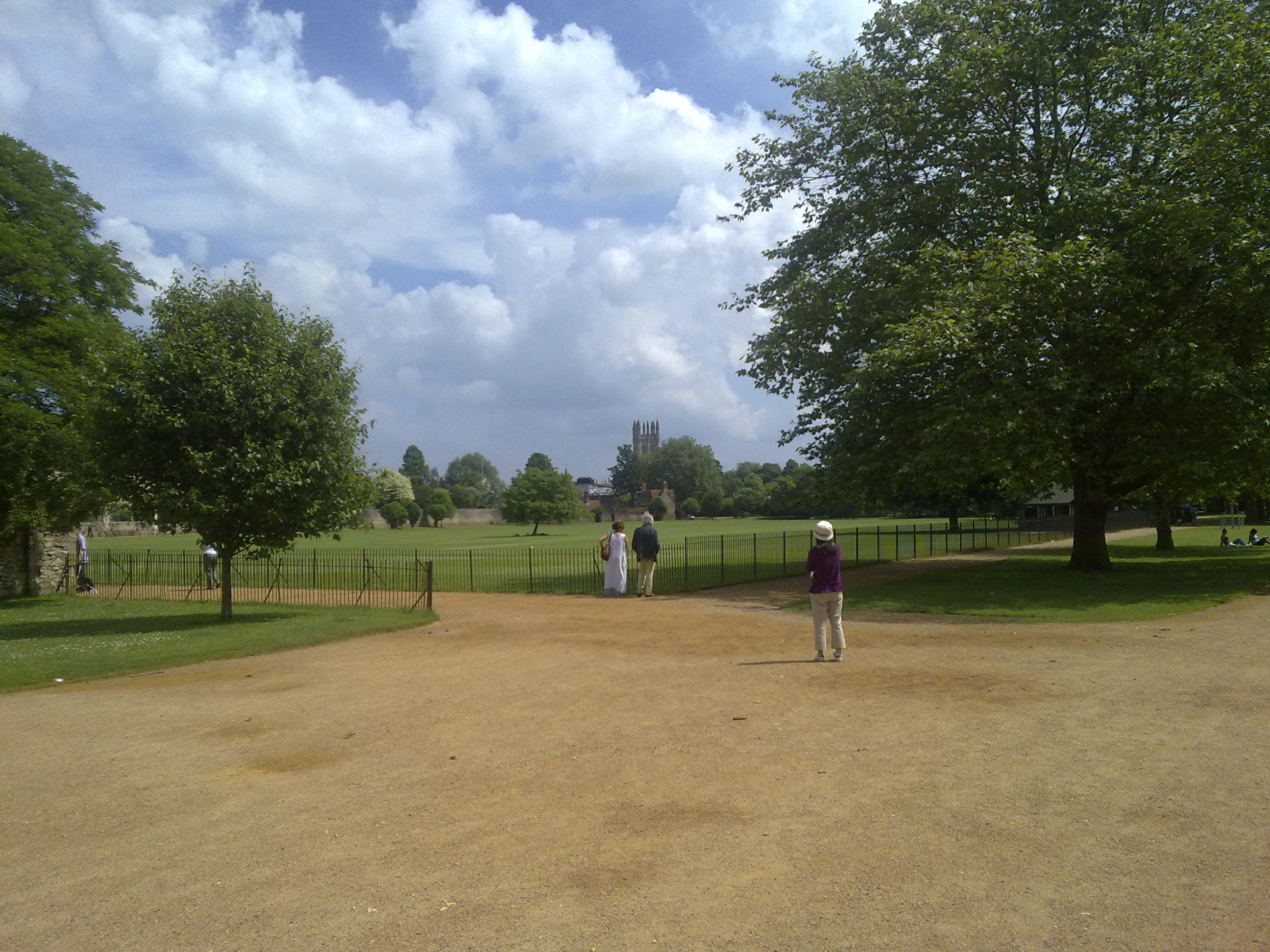